# 오시마군 (가고시마현)

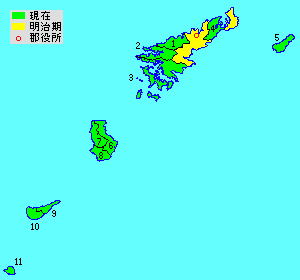
오시마 군의 위치

오시마군(일본어: 大島郡, おおしまぐん)은 일본 가고시마현의 군이다.
인구 58,785명, 면적 931.92km², 인구밀도 63.1명/km².(2025년 3월 1일, 추계인구)
현재는 아마미 제도만으로 이루어져 있다. 과거에는 미시마촌과 도시마 촌(도카라 열도)를 포함하고 있었다.
이하 9정 2촌으로 구성된다.
- 야마토촌(大和村)
- 우켄촌(宇検村)
- 기카이정(喜界町)
- 다쓰고정(龍郷町)
- 세토우치정(瀬戸内町)
- 아마기정(天城町)
- 도쿠노시마정(徳之島町)
- 이센정(伊仙町)
- 지나정(知名町)
- 와도마리정(和泊町)
- 요론정(与論町)

## 역사
- 2006년 3월 20일 - 가사리 정·스미요 촌이 나제 시와 합병해 아마미시가 성립, 군에서 이탈하였다.